# Моран-Солније L
Моран-Солније L (фр. Morane-Saulnier Type L) је француски ловац-извиђач. Први лет авиона је извршен 1913. године. 

Највећа брзина авиона при хоризонталном лету је износила 119 km/h.
Распон крила авиона је био 11,20 метара, а дужина трупа 6,88 метара. Празан авион је имао масу од 385 килограма. Нормална полетна маса износила је око 655 килограма.

## Наоружање
| Наоружање авиона: Моран-Солније |                              |
| Ватрено (стрељачко) наоружање   |                              |
| Топ                             |                              |
| Митраљез                        |                              |
| Број и ознака митраљеза         | 1 Хочкис или Викерс или Луис |
| Калибар                         | 7,7 или 8                    |
| Бомбардерско наоружање (бомбе)  |                              |
| Класичне авио бомбе             | лаке бомбе                   |
| Ракетно наоружање (ракете)      |                              |